# Industrie israélienne de défense

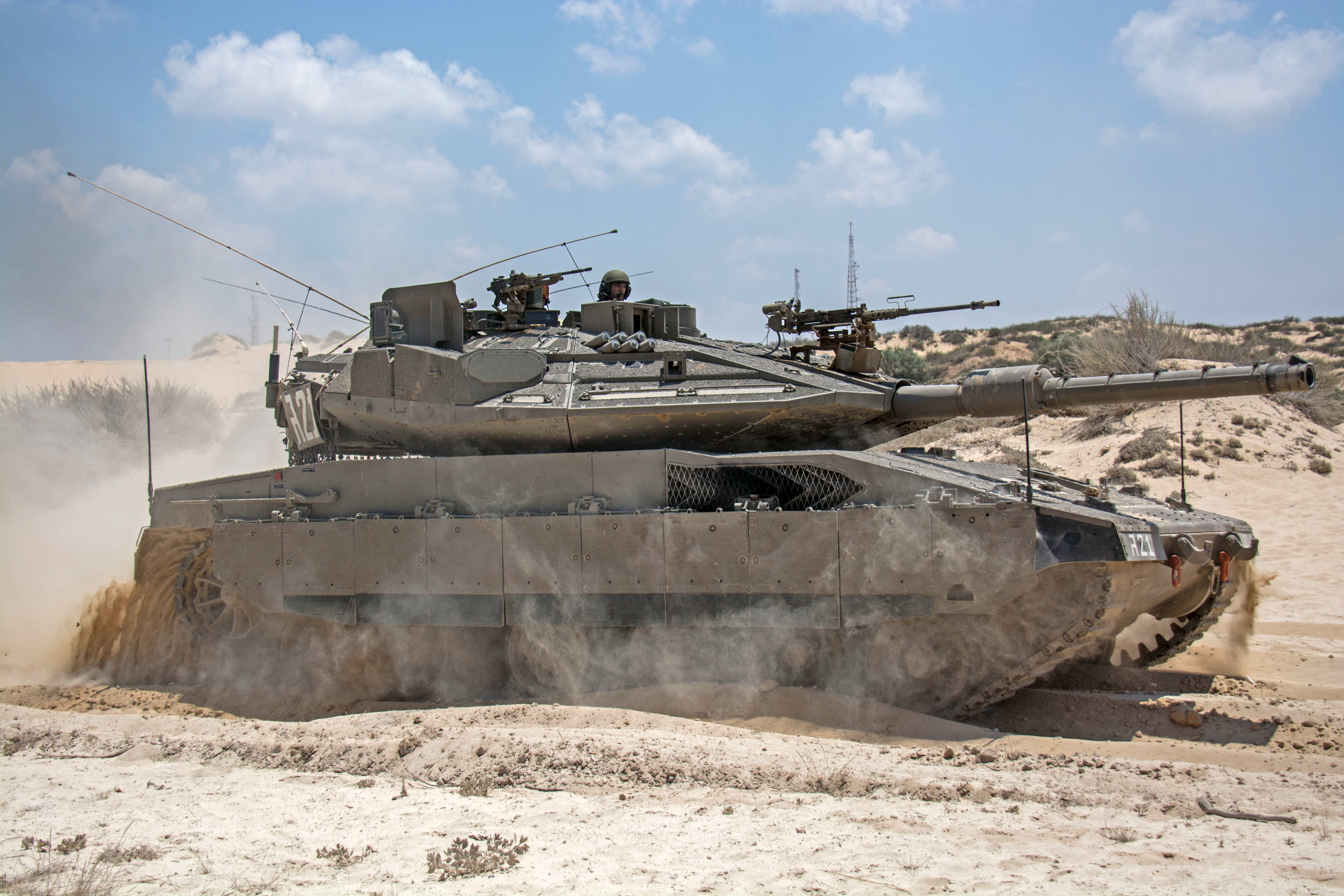
Char de bataille Israélien Merkava Mark 4m.

Ne doit pas être confondu avec Israel Military Industries.
L'industrie israélienne de défense est un secteur important et un des principaux employeurs d'Israël, ainsi qu'un des principaux fournisseurs de l'Armée de défense d'Israël. Israël est l'un des principaux exportateurs mondiaux d'équipements militaires, représentant 10 % du total en 2007. Trois compagnies israéliennes sont listées dans l'index 2017 de l'Institut international de recherche sur la paix de Stockholm parmi les 100 premières compagnies productrices d'armes : Elbit Systems, Israel Aerospace Industries et RAFAEL,.

## Chiffres
En 2021, elle connaît une hause de 30 % de ses exportations, soit un total de 11,3 milliards de dollars d'exportation. Les destinataires de ses ventes sont principalement l'Europe (41 % du total) et l'Asie-Pacifique (34 %). Les ventes portant notamment sur des missiles, des systèmes de défense, des formations et des drones.